# 尼古拉·尼基福罗夫
尼古拉·阿纳托利耶维奇·尼基福罗夫（1982年6月24日—）出生于俄罗斯鞑靼斯坦共和国首府喀山，毕业于喀山大学经济系，2012年5月出任俄罗斯信息部长。

## 生平
1982年，尼基福罗夫出生于俄罗斯鞑靼斯坦共和国首府喀山。
1999年到2004年，尼基福罗夫一直在喀山大学经济系读书学习。
2001年到2005年，尼基福罗夫出任“喀山大门”公司副经理，期间，2004年到2005年，他还兼任“现代因特网技术”公司副总裁，2005年还曾兼任鞑靼斯坦共和国总理信息技术顾问。
2006年，尼基福罗夫出任鞑靼斯坦共和国信息技术中心主任。
2010年4月22日，尼基福罗夫出任鞑靼斯坦共和国副总理兼信息通讯部长。
2012年5月21日，尼基福罗夫出任俄罗斯信息技術與通訊部长。

## 个人生活
阿纳托利耶维奇属于80后，目前已经结婚，育有1个儿子，2个女儿。